# Edifício Victor
O Edifício Victor é um imóvel histórico localizado na cidade do Rio de Janeiro, Brasil. Em arquitetura estilo Art Déco, sua fachada é tombada pelo Instituto Rio Patrimônio da Humanidade.

## História
Construído na década de 1930 por um espanhol para ser um hotel, na atualidade é um edifício residencial.

## Piso
Além da fachada, outra peculiaridade do local são os mosaicos com suásticas existente nos ladrilhos que recobrem o piso da área comum de alguns andares. Estes ladrilhos são originais e foi uma homenagem do espanhol para com os alemães que frequentaram o hotel nos primeiros anos de existência do prédio.